# Jacek Hankiewicz
Jacek Hankiewicz (* 22. Dezember 1965 in Krosno) ist ein ehemaliger polnischer Badmintonspieler.

## Sportliche Karriere
1983 machte Rosko das erste Mal auf sich aufmerksam, als er bei den Polnischen Einzelmeisterschaften der Junioren siegte. 1986 gewann er seine ersten beiden Bronzemedaillen bei den Erwachsenen. Noch bevor er seinen ersten nationalen Titel gewinnen konnte, war er bereits international 1987 in Bulgarien erfolgreich. 1989 siegte er dann erstmals in Polen, und das gleich doppelt. Er gewann bei den nationalen Titelkämpfen sowohl das Einzel als auch das Doppel mit Jerzy Dolhan. 1990, 1991 und 1993 war er erneut zweifacher Titelträger im Einzel und Doppel.
International war Hankiewicz Stammgast in der DDR beim Werner-Seelenbinder-Turnier. 1992 nahm er an den Olympischen Spielen teil, schied aber in Runde 1 des Herreneinzels gegen Fumihiko Machida aus.

## Sportliche Erfolge
| Saison | Veranstaltung                             | Disziplin    | Platz | Name                                                                         |
| ------ | ----------------------------------------- | ------------ | ----- | ---------------------------------------------------------------------------- |
| 1983   | Polnische Meisterschaften der Junioren    | Herreneinzel | 1     | Jacek Hankiewicz                                                             |
| 1984   | Polnische Meisterschaften der Junioren    | Herreneinzel | 1     | Jacek Hankiewicz                                                             |
| 1984   | Polnische Meisterschaften der Junioren    | Herrendoppel | 1     | Janusz Czerwieniec / Jacek Hankiewicz                                        |
| 1984   | Polnische Meisterschaften der Junioren    | Mixed        | 1     | Jacek Hankiewicz / Elżbieta Grzybek                                          |
| 1986   | Polnische Einzelmeisterschaften           | Herrendoppel | 3     | Janusz Czerwieniec / Jacek Hankiewicz (Kolejarz Katowice)                    |
| 1986   | Polnische Einzelmeisterschaften           | Herreneinzel | 3     | Jacek Hankiewicz (Kolejarz Katowice)                                         |
| 1987   | Polnische Einzelmeisterschaften           | Mixed        | 2     | Jacek Hankiewicz / Zofia Żółtańska (Kolejarz Katowice / Technik Głubczyce)   |
| 1987   | Bulgarien: Internationale Meisterschaften | Herreneinzel | 1     | Jacek Hankiewicz                                                             |
| 1987   | Polnische Einzelmeisterschaften           | Herrendoppel | 3     | Jacek Hankiewicz / Piotr Rduch (Kolejarz Katowice / Unia Bieruń Stary)       |
| 1987   | Polnische Einzelmeisterschaften           | Herreneinzel | 3     | Jacek Hankiewicz (Kolejarz Katowice)                                         |
| 1988   | Polnische Einzelmeisterschaften           | Herrendoppel | 3     | Janusz Czerwieniec / Jacek Hankiewicz (Polonez Warszawa / Kolejarz Katowice) |
| 1988   | Polnische Einzelmeisterschaften           | Mixed        | 2     | Jacek Hankiewicz / Elżbieta Grzybek (Kolejarz Katowice)                      |
| 1988   | Polnische Einzelmeisterschaften           | Herreneinzel | 3     | Jacek Hankiewicz (Kolejarz Katowice)                                         |
| 1989   | Polnische Einzelmeisterschaften           | Herreneinzel | 1     | Jacek Hankiewicz (Kolejarz Katowice)                                         |
| 1989   | Polnische Einzelmeisterschaften           | Mixed        | 3     | Jacek Hankiewicz / Elżbieta Grzybek (Kolejarz Katowice / Kkw Kraków)         |
| 1989   | Polnische Einzelmeisterschaften           | Herrendoppel | 1     | Jerzy Dołhan / Jacek Hankiewicz (Technik Głubczyce / Kolejarz Katowice)      |
| 1990   | Polnische Einzelmeisterschaften           | Herreneinzel | 1     | Jacek Hankiewicz (Polonez Warszawa)                                          |
| 1990   | Polnische Einzelmeisterschaften           | Herrendoppel | 1     | Jerzy Dołhan / Jacek Hankiewicz (Technik Głubczyce / Polonez Warszawa)       |
| 1991   | Polnische Einzelmeisterschaften           | Herreneinzel | 1     | Jacek Hankiewicz (Polonez Warszawa)                                          |
| 1991   | Polnische Einzelmeisterschaften           | Herrendoppel | 1     | Jerzy Dołhan / Jacek Hankiewicz (Technik Głubczyce / Polonez Warszawa)       |
| 1992   | Polnische Einzelmeisterschaften           | Herreneinzel | 2     | Jacek Hankiewicz (Polonez Warszawa)                                          |
| 1992   | Polnische Einzelmeisterschaften           | Herrendoppel | 1     | Jerzy Dołhan / Jacek Hankiewicz (Technik Głubczyce / Polonez Warszawa)       |
| 1993   | Polnische Einzelmeisterschaften           | Herrendoppel | 1     | Jacek Hankiewicz / Dariusz Zięba (Polonez Warszawa)                          |
| 1993   | Polnische Einzelmeisterschaften           | Herreneinzel | 1     | Jacek Hankiewicz (Polonez Warszawa)                                          |
| 1994   | Polnische Einzelmeisterschaften           | Herreneinzel | 2     | Jacek Hankiewicz (Polonez Warszawa)                                          |
| 1994   | Polnische Einzelmeisterschaften           | Herrendoppel | 2     | Jacek Hankiewicz / Dariusz Zięba (Polonez Warszawa)                          |
| 1995   | Polnische Einzelmeisterschaften           | Herrendoppel | 2     | Jacek Hankiewicz / Robert Mateusiak (Polonez Warszawa)                       |
| 1995   | Polnische Einzelmeisterschaften           | Herreneinzel | 2     | Jacek Hankiewicz (Polonez Warszawa)                                          |
| 1996   | Polnische Einzelmeisterschaften           | Herrendoppel | 1     | Jacek Hankiewicz / Dariusz Zięba (Polonez Warszawa)                          |
| 1996   | Polnische Einzelmeisterschaften           | Herreneinzel | 3     | Jacek Hankiewicz (Polonez Warszawa)                                          |
| 1998   | Polnische Einzelmeisterschaften           | Herrendoppel | 2     | Jerzy Dołhan / Jacek Hankiewicz (Zremb Solec Kuj. / Azs Kraków)              |
| 1999   | Polnische Einzelmeisterschaften           | Herrendoppel | 2     | Jerzy Dołhan / Jacek Hankiewicz (Technik Głubczyce / Azs Kraków)             |
| 2001   | Polnische Einzelmeisterschaften           | Herrendoppel | 3     | Jacek Hankiewicz / Damian Pławecki (Skb Suwałki / Azs Kraków)                |
| 2002   | Polnische Einzelmeisterschaften           | Herrendoppel | 3     | Jacek Hankiewicz / Damian Pławecki (Skb Suwałki / Azs Kraków)                |
| 2003   | Polnische Einzelmeisterschaften           | Herrendoppel | 3     | Jacek Hankiewicz / Damian Pławecki (Skb Suwałki / Azs Kraków)                |
| 2004   | Polnische Einzelmeisterschaften           | Herrendoppel | 3     | Jacek Hankiewicz / Damian Pławecki (Skb Suwałki / Azs Kraków)                |
| 2005   | Polnische Einzelmeisterschaften           | Herrendoppel | 2     | Jacek Hankiewicz / Damian Pławecki (Skb Suwałki / Azs Kraków)                |
| 2005   | Polnische Einzelmeisterschaften           | Herreneinzel | 3     | Jacek Hankiewicz (Skb Suwałki)                                               |
| 2006   | Senioren-Europameisterschaft 40+          | Herreneinzel | 1     | Jacek Hankiewicz                                                             |
| 2006   | Polnische Einzelmeisterschaften           | Herrendoppel | 2     | Jacek Hankiewicz / Damian Pławecki (Skb Suwałki / Azs Kraków)                |
| 2006   | Senioren-Europameisterschaft 40+          | Herrendoppel | 1     | Jerzy Dołhan / Jacek Hankiewicz                                              |